# Теодосій Ґуґуревич
Теодосій Ґуґуревич (середина XVII cт. — 25 грудня 1690, Батурин) — ігумен, ректор Києво-Могилянської академії. Вихованець та викладач Києво-Могилянської академії.

## Біографія
Навчався в Києво-Могилянській академії в часи ректорування Лазаря Барановича. Якийсь час був у ній викладачем. Разом з Барановичем, висвяченим на архієпископа Чернігівського і Новгород-Сіверського, покинув Київ.
Був духовним отцем рукоположенців при кафедрі архієпископа, тобто наставником тих, хто готувався до священства. Виконував різні доручення Барановича. Зокрема, 1671 р. їздив до Москви домовлятись про продаж його книг. Близько п'яти років (1677–1682) був ігуменом Батуринського Крупицького Миколаївського монастиря. 1682 р. переведений ігуменом Київського Михайлівського Золотоверхого монастиря, але був ним лише рік.
1683 р. обраний ректором Києво-Могилянської академії й ігуменом Київського Братського монастиря. Відомостей про його діяльність ректором немає, хіба що Теофан Прокопович, який у той час був студентом, писав згодом, що Братський монастир був тоді «жаден и хладен». Імовірно, Теодосію не вдалося керування таким високим закладом як Києво-Могилянська Академія 1684 р. він полишив посаду ректора.
1688-1689 рр. Теодосій — ігумен Максаківського монастиря Чернігівської єпархії. Падіння продовжувалося і в Максаківському монастирі. Слідча комісія, споряджена архієпископом Лазарем Барановичем, яку очолював ігумен Чернігівського Троїце-Іллінського монастиря Л. Крщонович, констатувала провини Теодосія. Він був позбавлений ігуменства і 1690 р. як простий чернець попросився до Батуринського Миколаївського Крупицького монастиря, де його прийняв архімандрит Димитрій Туптало.
За рік «в бьдах и скорбех» Теодосій помер.